# Ecological Society of America

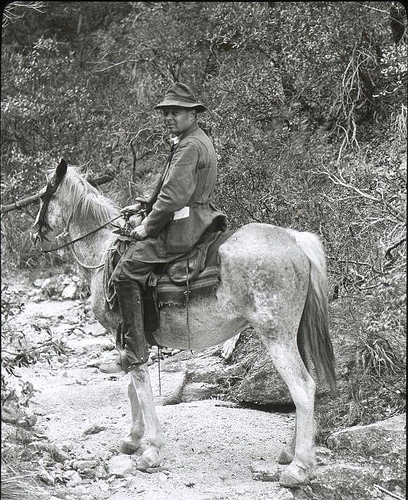
Henry Chandler Cowles w Santa Catalina Mountains (Arizona, 1913)

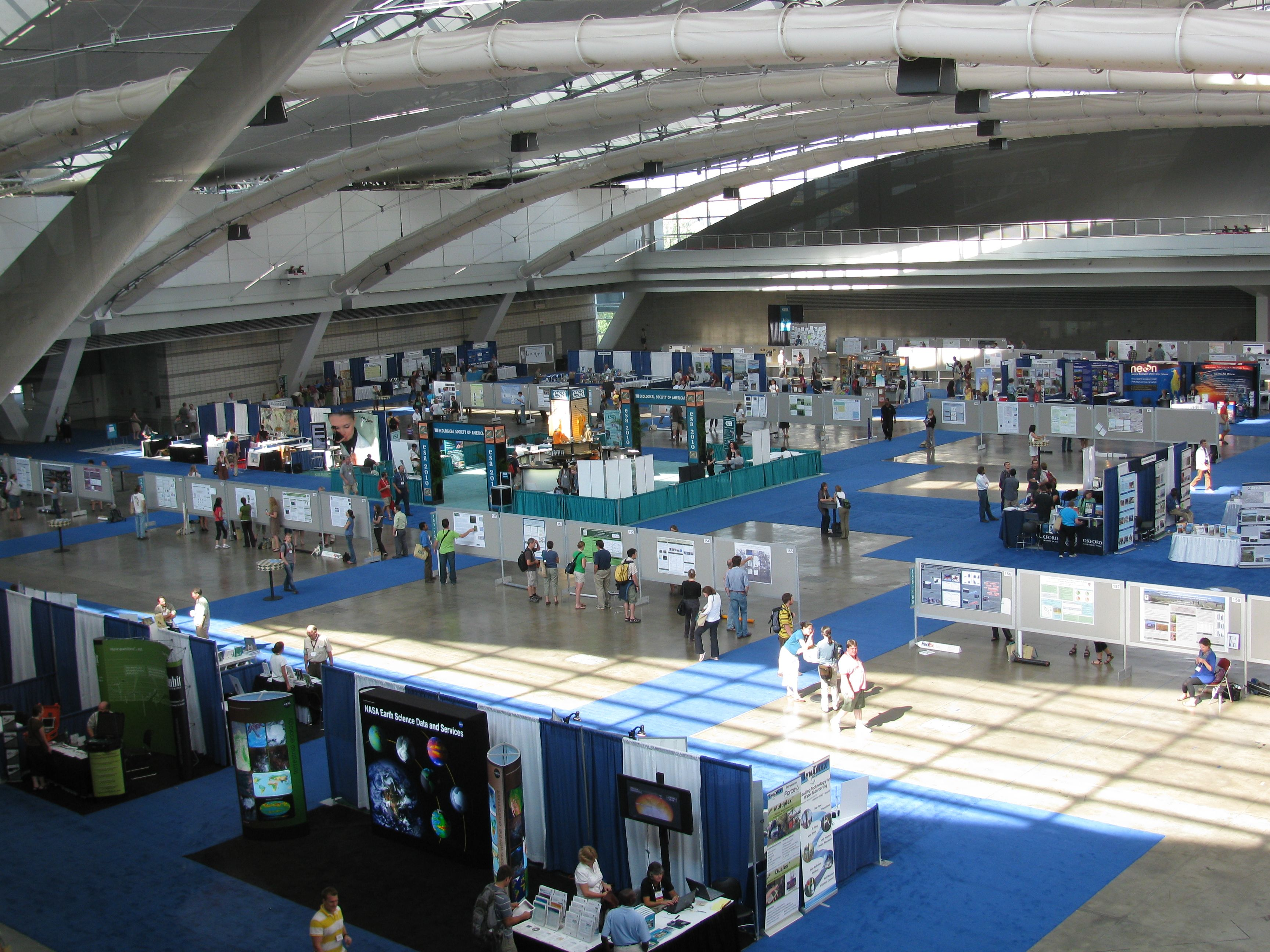
ESA Austin Meeting 2011 nt. Earth Stewardship: Preserving and enhancing the earth’s life-support systems (sala wystawowa)

Ecological Society of America (ESA) – amerykańskie naukowe stowarzyszenie ekologiczne, zrzeszające ok. 10 tys. członków, działające w różnych krajach świata (7 oddziałów regionalnych); członkami ESA mogą być osoby (naukowcy, nauczyciele, studenci, osoby zajmujące się ochroną środowiska) i instytucje.

## Historia stowarzyszenia
Pierwsza dyskusja na temat potrzeby utworzenia stowarzyszenia odbyła się w holu Hotelu Walton w Filadelfii, w czasie spotkania ekologów zwierząt i roślin, które w roku 1914 zorganizował Henry Chandler Cowles, botanik, współorganizator akcji o nazwie International Phytogeographic Excursion.
Formalne zatwierdzenie powstania stowarzyszenia nastąpiło 28 grudnia 1915, w czasie spotkania AAAS w Columbus. Za utworzeniem ESA głosowało ok. 50 osób. Uchwalono statut i termin następnego spotkania oraz wybrano dr. Victora E. Shelforda z University of Illinois na prezesa. Wkrótce rozpoczęto wydawanie Biuletynu ESA; w trzecim wydaniu (marzec 1917) został opublikowany artykuł V.E. Shelforda pt. The Ideals and Aims of the Ecological Society of America.
Stowarzyszenie liczyło początkowo 307 członków (wśród nich 16. z Kanady, dwóch z Filipin i po jednym z Gujany Brytyjskiej, Strefy Kanału Panamskiego i Szwecji). W roku 1923 liczba członków osiągnęła 475; byli wśród nich nauczyciele szkół średnich oraz nieliczni studenci. Jednym z należących do ESA studentów był wówczas 23-letni Charles Sutherland Elton.
Wyniki swoich prac członkowie ESA prezentowali na corocznych, coraz liczniejszych spotkaniach, organizowanych w różnych miastach. Do roku 1941 odbywały się zawsze w końcu grudnia (data Organizational Meeting w Columbus – 28 grudnia 1915). Od roku 1944 – po zakończeniu II wojny światowej – były często organizowane wspólnie z innymi stowarzyszeniami (m.in. AAAS), w różnych miesiącach (od roku 1996 – w sierpniu). W latach 2011–2013 miejscami spotkań były: Austin, Portland i Minneapolis; na miejsce spotkania w roku 100-lecia ESA przewidziano Baltimore (9–14 sierpnia 2015).

## Organizacja
Członkami EPA mogą być osoby i instytucje, zainteresowane ekologią i jej promowaniem, włączane do odpowiednich kategorii (m.in. instytucje, członkowie zwyczajni, studenci, emeryci) wymienionych w statucie. Statut określa również cele ESA i zasady działalności, w tym sposób wyboru prezesa i czterech wiceprezesów oraz sekretarza. W skład zarządu wchodzą: prezes, wiceprezesi, poprzedni prezes, prezes elekt (rok przed przejęciem stanowiska), sekretarz i trzech przedstawicieli członków ESA (wybieranych na 2 lata). W skład Rady EPA wchodzą, poza członkami zarządu, przewodniczący oddziałów i sekcji, wyodrębnionych w strukturze stowarzyszenia.
Członkowie ESA mogą wybrać sekcje lub oddziały, którymi zainteresowani, wypełniając deklarację.
Oddziały
- Canada Chapter,
- Mexico Chapter,
- Mid-Atlantic Chapter,
- Rocky Mountain Chapter,
- South America Chapter,
- Southeast Chapter,
- Southwest Chapter.

Sekcje
- Applied Ecology Section,
- Agroecology Section,
- Aquatic Ecology Section,
- Asian Ecology Section,
- Biogeosciences Section,
- Education Section,
- Environmental Justice Section,
- Human Ecology Section,
- International Affairs Section,
- Long-Term Studies Section
- Microbial Ecology Section,
- Natural History Section,
- Paleoecology Section,
- Physiological Ecology Section,
- Plant Population Ecology Section,
- Policy Section
- Rangeland Ecology Section,
- Researchers at Undergraduate Institutions Section,
- Soil Ecology Section,
- Statistical Ecology Section,
- Student Section,
- Theoretical Ecology Section,
- Traditional Ecological Knowledge Section,
- Urban Ecosystem Ecology Section,
- Vegetation Section.

## Wydawnictwa ESA
Czasopisma wydawane przez Ecological Society of America:
- Ecosphere (miesięcznik, ISSN 2150-8925)
- Ecology (miesięcznik, wydawany od roku 1920, ISSN 0012-9658),
- Ecological Monographs (kwartalnik, ISSN 0012-9615),
- Ecological Applications (8 wydań rocznie, ISSN 1051-0761),
- Frontiers in Ecology and the Environment[11] (10 wydań rocznie, 2012 IF 7,615),
- Bulletin of the Ecological Society of America (kwartalnik, ISSN 0012-9623),
- Issues in Ecology[12].

## Nagrody i wyróżnienia
Ecological Society of America przyznaje od roku:

1948 – George Mercer Award,
1953 – Eminent Ecologist Award,
1975 – Distinguished Service Citation,
1977 – Murray F. Buell Award,
1983 – Robert H. MacArthur Award,
1985 – Honorary Membership,
1985 – William S. Cooper Award,
1988 – E. Lucy Braun Award,
1988 – Corporate Award,
2000 – Eugene P. Odum Award for Excellence in Ecological Education,
2004 – Sustainability Science Award.